# 黑尔克·尼施拉格
黑尔克·尼施拉格（德語：Helke Nieschlag，1988年9月9日—），德国女子赛艇运动员。她曾代表德国参加波兰波兹南举行的2009年世界赛艇锦标赛，获得女子轻量级四人双桨金牌。